# حياة الصبايا والنساء
حياة الصبايا والنساء هي رواية للكاتبة الكندية الحائزة على جائزة نوبل أليس مونرو ، ونشرتها دار ماكجرو هيل رايرسون في عام 1971.   وعلى الرغم من أنها وُصفت وسُوِّقت على أنها رواية، إلا أن شكلها الأدبي يُشبه مجموعة من القصص القصيرة المترابطة، حيث تتكون من فصول منفصلة ترويها الشخصية الرئيسية "ديل جوردان". 
الرواية هي قصة نضوج شخصية ديل جوردان، التي نشأت أولاً في أطراف بلدة جوبايلي الصغيرة الواقعة في جنوب أونتاريو، ثم انتقلت لاحقًا إلى مركزها. تُصوَّر ديل على أنها شخصية غريبة نوعًا ما، غير راضية عن حياة البلدة الصغيرة، رغم أنها ترفض الاعتراف بأوجه الشبه بينها وبين والدتها، التي تسعى هي الأخرى إلى توسيع مداركها خارج حدود التجارب المحدودة في جوبايلي.
غالبًا ما يُستشهد بالرواية على أنها تتناول العديد من الأفكار النسوية، وفي هذا السياق تركز بشكل أساسي على الشخصيات النسائية، في حين لا يلعب الرجال سوى أدوار محدودة ومعدودة الأهمية في سير الأحداث. 
تم عرض نسخة تلفزيونية مقتبسة من الرواية على قناة CBC الكندية عام 1994، من بطولة تانيا ألين في دور ديل وويندي كروسن في دور والدتها آدا. 

## قصص
"طريق فلاتس": تراقب ديل جوردان، وهي لا تزال فتاة صغيرة، زواج عمها بيني المضطرب من أم مراهقة تعرّف عليها من خلال إعلان في صحيفة. تمضي الصيف في استكشاف طريق فلاتس وملاحظة العلاقات المعقدة بين البالغين.
"ورثة الجسد الحي": يتوسع عالم ديل حين تتقرّب من عمها كريغ وعمّاتها، وتبدأ في تطوير شغفها بالتعلّم. بعد وفاة كريغ، تتأمل في إرث العائلة ويزداد اهتمامها بالكتابة.
"الأميرة إيدا": ترافق ديل والدتها آدا أثناء بيعها للموسوعات من باب إلى باب في أنحاء جوبايلي. تظهر أسرار عائلية، من بينها تعرّض آدا للعنف في الماضي، مما يغير نظرة ديل للناس من حولها.
"عصر الإيمان": تبدأ ديل في التشكيك بالدين، وتراها الكنيسة كحدث اجتماعي أكثر منه روحاني. تستكشف كنائس مختلفة بحثًا عن المعنى، لكنها تشعر بانفصال عن الإيمان.
"تغيّرات وطقوس": تعيش ديل أول انجذاب عاطفي لها تجاه فرانك ويلز، بينما تتنقل بين الصداقات ومراحل المراهقة. يكشف موت غامض لأحد الأساتذة عن توترات خفية في البلدة، ويوقظ شكوك ديل.
"حياة الفتيات والنساء": يلاحق ديل العامل في محطة الراديو المحلية، آرت تشامبرلين، وتتعرض للتحرش الجنسي. هذا الحدث يعمّق وعيها بتعقيدات عالم الكبار وهشاشتها الشخصية.
"المعمودية": تواعد ديل جيري ستوري ثم غارنيت فرينش، الذي يضغط عليها لتخضع لمعمودية كادت تؤدي بحياتها. بعد نهاية العلاقة، تتصالح مع صديقتها نعومي في مرحلة الانتقال إلى الرشد.
"الخاتمة: المصوّر": تحتضن ديل هويتها ككاتبة، وتبدأ في تشكيل قصصها من تجاربها في جوبايلي. تتأمل في فن السرد، وتختار الخيال بدلاً من تثبيت القصص على الورق بشكل نهائي.

## روابط خارجية
- مقال مصور عن أوجه التشابه بين جوبيلي ووينغهام

قالب:Alice Munro